# Svjetsko prvenstvo u košarci – Argentina 1950.
Svjetsko prvenstvo u košarci 1950. održano je u Argentini od 22. listopada do 3. studenoga 1950. godine. Bilo je to prvo svjetsko košarkaško prvenstvo koje je organizirala Međunarodna košarkaška federacija - FIBA. Na kongresu FIBA-e u Londonu 1948. godine odlučeno je da će se svake četiri godine organizirati novo svjetsko prvenstvo. FIBA je odlučila da na prvom svjetskom prvenstvu sudjeluju uz domaćina tri najbolje reprezentacije s prethodnih Olimpijskih igara (SAD, Francuska i Brazil), te po dvije najbolje reprezentacije iz Azije, Europe i Južne Amerike. Egipat se plasirao na prvenstvo kao Europski prvak. Južnoamerički prvak Urugvaj odustao je iz političkih razloga, a azijske momčadi iz financijskih razloga. Kao zamjena nastupili su Ekvador, Španjolska i Jugoslavija.

## Zanimljivo
Prvenstvo su obilježila dva zanimljiva događaja. Na utakmici Egipat - Francuska (31:28) ustanovljena je pogreška sudaca, te je Egipat odbio odigrati novu takmicu prijeteći da će napustiti natjecanje. Francuska je odustala od žalbe, te je priznat postignut rezultat. Jugoslavija iz političkih razloga nije htjela odigrati utakmicu protiv Španjolske, te je reprezentacija kažnjena zabranom igranja 9 mjeseci. Kažnjeni su i Jugoslavenski igrači Nebojša Popović i Borislav Stanković (kasnije glavni tajnik FIBA-e).

## Rezultati

### 1. krug
22. listopada 1950.
|  | Peru   | 33:27 | Jugoslavija |
|  | Egipat | 43:37 | Ekvador     |

### 2. krug
23. listopada 1950.
|  | SAD       | 37:33 | Čile      |
|  | Argentina | 56:40 | Francuska |

25. listopada 1950.
|  | Španjolska | 56:57 | Egipat |
|  | Peru       | 30:44 | Brazil |

### Doigravanje poraženih

#### 1. krug
24. listopada 1950.
|  | Ekvador | 43:48 | Francuska   |
|  | Čile    | 40:24 | Jugoslavija |

#### 2. krug
26. listopada 1950.
|  | Španjolska | 40:54   | Čile |
|  | Francuska  | 49:46 p | Peru |

### Skupina za poredak od 7. do 10. mjesta
| Momčad      | Uta. | Pob. | Por. | PoK. | PrK. | KR. | Bod. |
| ----------- | ---- | ---- | ---- | ---- | ---- | --- | ---- |
| Peru        | 3    | 3    | 0    | 140  | 123  | +17 | 6    |
| Ekvador     | 3    | 2    | 1    | 142  | 141  | +1  | 5    |
| Španjolska  | 3    | 1    | 2    | 89   | 97   | -8  | 4    |
| Jugoslavija | 3    | 0    | 3    | 83   | 93   | -10 | 2    |

| 28. listopada 1950. | Jugoslavija | 40:45 | Ekvador     |
| 29. listopada 1950. | Španjolska  | 37:43 | Peru        |
| 31. listopada 1950. | Jugoslavija | 43:46 | Peru        |
| 1. studenog 1950.   | Ekvador     | 54:50 | Španjolska  |
| 3. studenog 1950.   | Španjolska  | 2:0   | Jugoslavija |
| 4. studenog 1950.   | Ekvador     | 43:51 | Peru        |

### Završna skupina za prvaka
| Momčad    | Uta. | Pob. | Por. | PoK. | PrK. | KR.  | Bod. | M.o. | M.o.+ |
| --------- | ---- | ---- | ---- | ---- | ---- | ---- | ---- | ---- | ----- |
| Argentina | 5    | 5    | 0    | 300  | 200  | +100 | 10   |      |       |
| SAD       | 5    | 4    | 1    | 221  | 200  | +21  | 9    |      |       |
| Čile      | 5    | 2    | 3    | 209  | 233  | -24  | 7    | 1:1  | 91:83 |
| Brazil    | 5    | 2    | 3    | 214  | 182  | +32  | 7    | 1:1  | 78:70 |
| Egipat    | 5    | 2    | 3    | 158  | 208  | -50  | 7    | 1:1  | 62:78 |
| Francuska | 5    | 0    | 5    | 173  | 252  | -79  | 5    |      |       |

| 27. listopada 1950. | Francuska | 44:48 | Čile      |
| 27. listopada 1950. | Egipat    | 32:34 | SAD       |
| 29. listopada 1950. | Egipat    | 31:28 | Francuska |
| 29. listopada 1950. | Brazil    | 35:40 | Argentina |
| 30. listopada 1950. | Argentina | 62:41 | Čile      |
| 30. listopada 1950. | Brazil    | 42:45 | SAD       |
| 31. listopada 1950. | Egipat    | 19:38 | Brazil    |
| 31. listopada 1950. | Argentina | 66:41 | Francuska |
| 1. studenog 1950.   | Čile      | 29:44 | SAD       |
| 1. studenog 1950.   | Egipat    | 33:68 | Argentina |
| 2. studenog 1950.   | SAD       | 48:33 | Francuska |
| 2. studenog 1950.   | Čile      | 51:40 | Brazil    |
| 3. studenog 1950.   | Egipat    | 43:40 | Čile      |
| 3. studenog 1950.   | Francuska | 27:59 | Brazil    |
| 3. studenog 1950.   | SAD       | 50:64 | Argentina |

## Konačni poredak
|     | Argentina   |
|     | SAD         |
|     | Čile        |
| 4.  | Brazil      |
| 5.  | Egipat      |
| 6.  | Francuska   |
| 7.  | Peru        |
| 8.  | Ekvador     |
| 9.  | Španjolska  |
| 10. | Jugoslavija |

## Najbolja petorica
Idealna prva petorica prvenstva:
- Oscar Furlong, Argentina
- John Stanich, SAD
- Rufino Bernedo, Čile
- Álvaro Salvadores, Španjolska
- Ricardo González, Argentina

## Hrvatski igrači
Za reprezentaciju Jugoslavije nastupili su ovi hrvatski igrači: Aleksandar Blašković.